# Paróquia Santa Ana (Santana do Paraíso)
A Paróquia Santa Ana é uma divisão da Igreja Católica sediada no município brasileiro de Santana do Paraíso, no interior do estado de Minas Gerais. A paróquia faz parte da Diocese de Itabira-Fabriciano, estando situada na Região Pastoral III. Foi criada em junho de 1965.